# Костюм Древней Греции

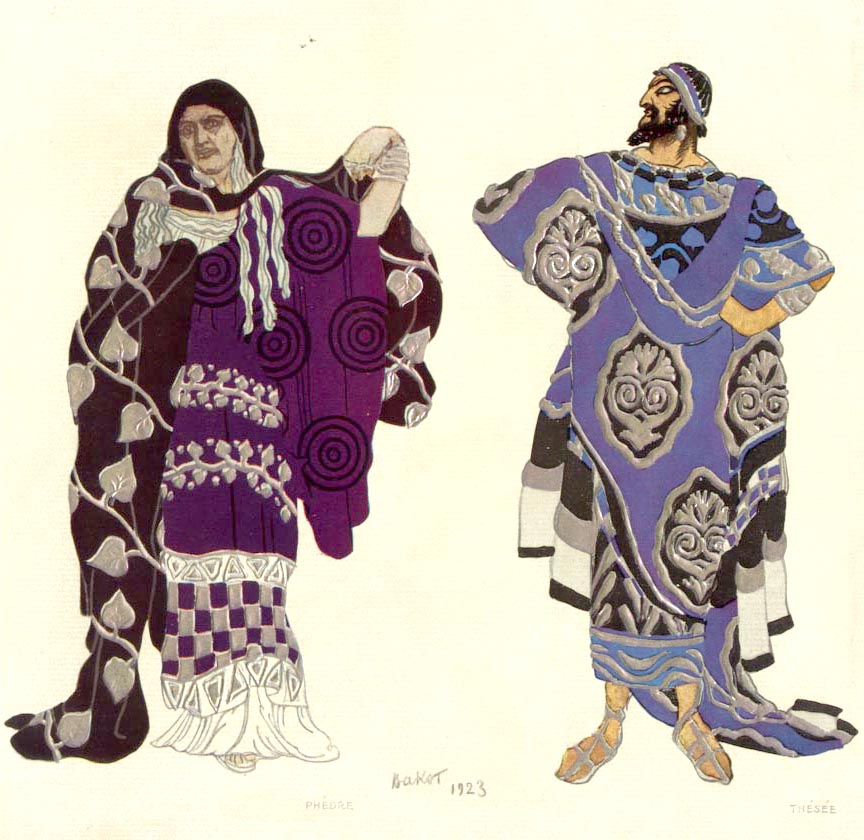
Леон Бакст. Эскизы костюмов к театральной постановке трагедии «Федра», 1923

Эллинское представление о прекрасном в полной мере воплотилось в костюме. Его гармония определялась симметрией и подчинением естественным линиям человеческого тела.
На протяжении веков греческий костюм неоднократно менялся — от простых одежд архаического периода до сложных изысканных нарядов эпохи эллинизма, но главное в нём оставалось неизменным: одежда никогда не кроилась и почти не сшивалась. Красоту и «фасон» ей придавала драпировка, в которой жители Эллады за долгие века достигли исключительного мастерства. Складки то эффектно подчёркивали формы тела, то скрывали его недостатки. Для сохранения драпировок в края полотнищ вшивали маленькие свинцовые грузики, нередко замаскированные сверху кисточками.

## Ткани, цвет, орнамент

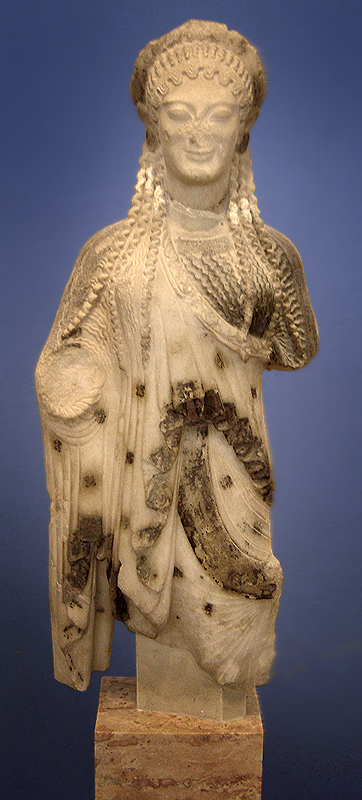
Статуя типа кора

Первоначально основной тканью, из которой изготовлялась одежда, была овечья шерсть; позднее в употребление вошли льняные ткани. Хлопок служил предметом роскоши, его привозили из стран Востока. Ткани для одежды, а также и для прочих нужд, изготовляли в домашних условиях. В богатых домах этим, как правило, занимались рабыни, но даже женщины из знатных семей в обязательном порядке должны были уметь прясть и ткать.

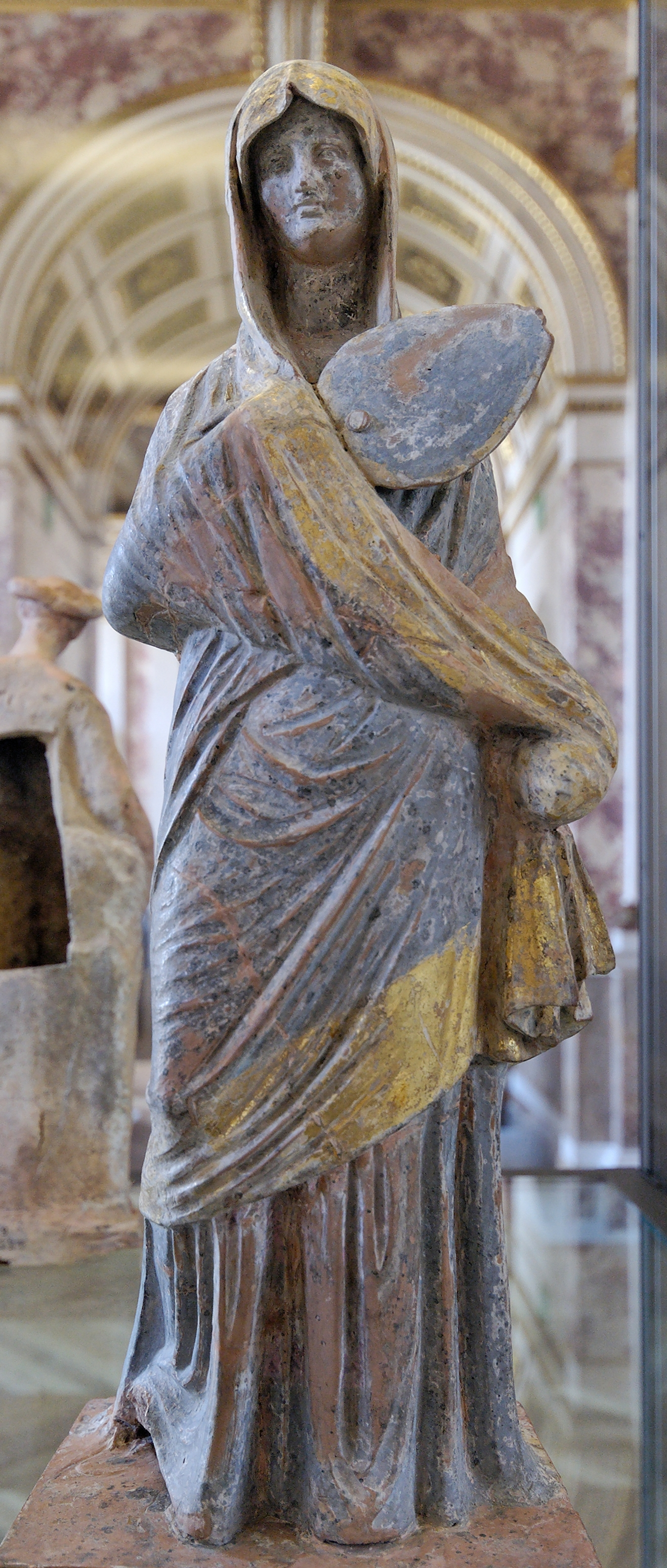
«Дама в голубом», танагрская статуэтка

Долгое время считалось, что греческие костюмы были исключительно белыми, и древних греков представляли как толпу людей, облачённых в белоснежные плащи, среди таких же белоснежных храмов и дворцов. Это ошибочное представление возникло вследствие знакомства с мраморными античными статуями, найденными при раскопках. На самом же деле греки, как и все южане, любили яркие краски, хотя белый цвет действительно считался самым красивым и нарядным (потому что отбелить ткань было очень трудно). Для окраски тканей использовались различные виды минеральных и органических красителей. Особо ценились ткани пурпурного цвета, но, вследствие дороговизны настоящего пурпура, его зачастую имитировали дешёвыми заменителями, такими, как марена, сафлор, орсейлевый и лакмусовый лишайники, и т. п. Сельские жители традиционно предпочитали зелёные, коричневые и серые тона. Траурными цветами считались чёрный, тёмно-зелёный и серый.
Ткани обычно делались гладкокрашеными и украшались вышивкой. Были известны два способа вышивки — гладью и крестом. Иногда вышивкой покрывали всю поверхность ткани, но чаще делали яркую узорную кайму по краю. Самыми характерными греческими орнаментами были «пальметты», «критская волна», «бусы», «плетенка», «меандр». Дорогие ткани нередко отделывали аппликациями из штампованных или вырезанных кусочков золотой фольги.

## Мужская одежда

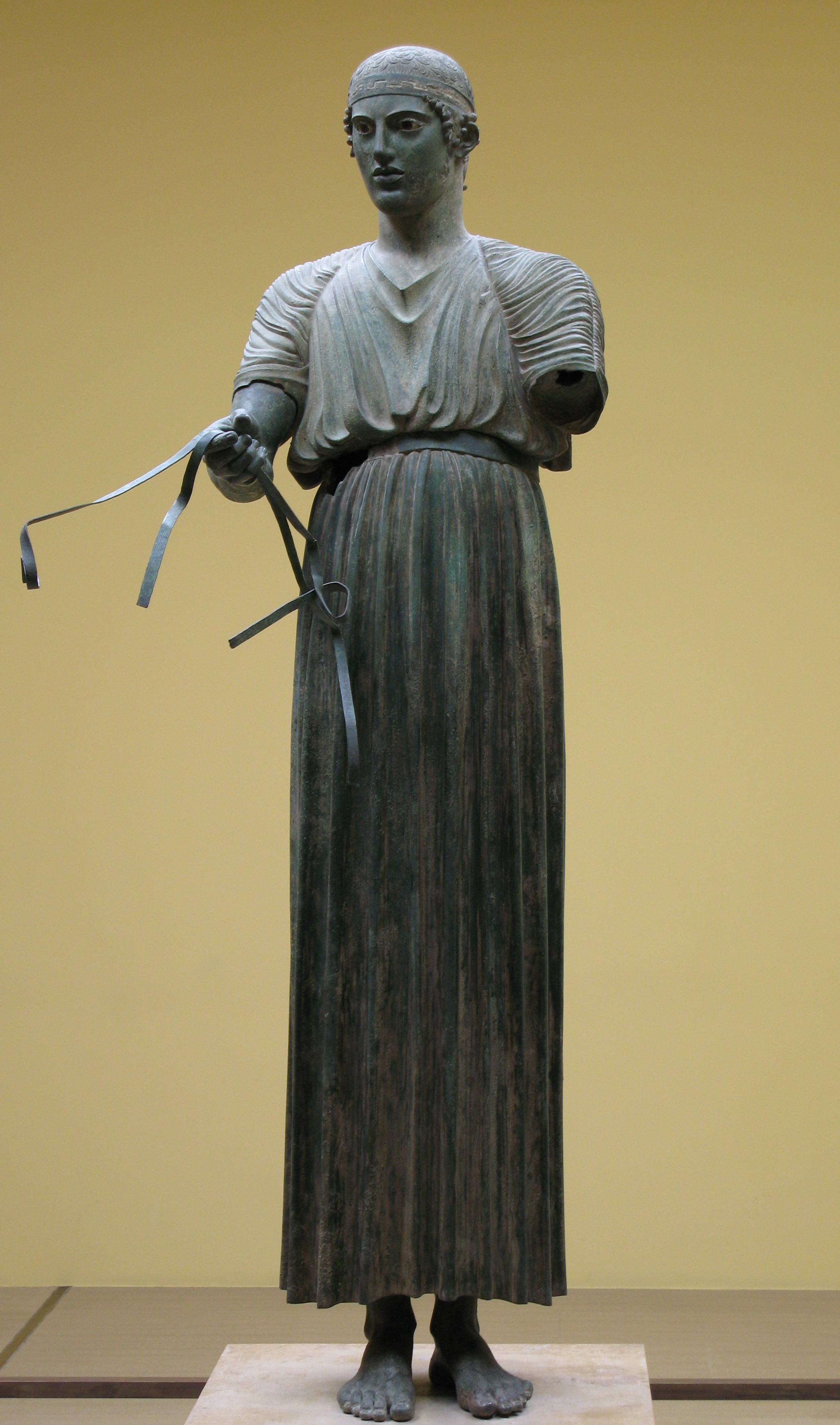
Дельфийский возничий в хитоне

Одежда мужчин в классическую эпоху состояла из двух частей. Нижней, нательной одеждой был хитон. Его делали из прямоугольного куска ткани (примерно в 1 метр шириной и около 1,8 метра длиной), который складывали пополам по вертикали и закалывали на плечах пряжками — фибулами. Для большей свободы движений во время гимнастических и военных упражнений пряжку на правом плече отстёгивали. Низ хитона обязательно подшивали (неподшитый, обтрёпанный низ был знаком траура или рабства). Носили хитон всегда с поясом, иногда даже с двумя. Длина хитона зависела от возраста и социального положения человека: чаще всего он доходил до колен, но жрецы и должностные лица при исполнении обязанностей, а также трагические актёры во время представлений носили длинные (до лодыжек) хитоны; воины, напротив, обычно укорачивали хитоны до самых бёдер.
Во время работы надевали ещё более простую одежду — экзомис, представлявший собой кусок грубого полотна, пропущенный под правой рукой, скреплённый на левом плече и подпоясанный. В отличие от хитона, эксомис почти не образовывал складок; его назначением было прикрывать тело, а не обрисовывать его. Это вполне соответствовало эстетическим вкусам древних греков, которые считали, что тело человека, вынужденного заниматься физическим трудом, будь то раб или свободный, развивается диспропорционально, не отвечает канонам красоты и потому не заслуживает того, чтобы привлекать к себе внимание.
Хитон был, по преимуществу, домашней одеждой. Появляться в общественных местах в одном хитоне считалось неприличным для взрослого свободного человека. Выходя на улицу, греки обязательно надевали поверх хитона плащ. Чаще всего носили гиматий, но юноши и воины предпочитали небольшой плащ овальной или полукруглой формы — хламис, который накидывали на спину и плечи, скалывая на груди пряжкой. Иногда хламис застёгивали на правом плече, оставляя правую руку свободной.

## Женская одежда

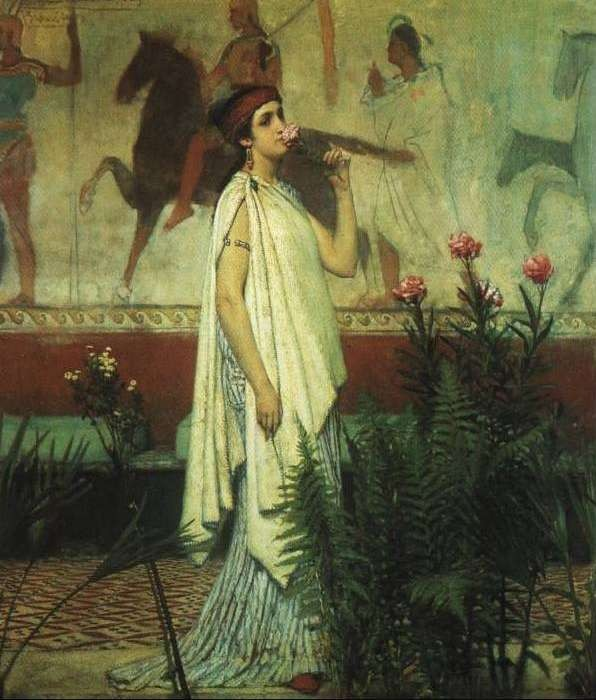
«Гречанка». Картина Лоуренса Альма-Тадемы, 1869

Костюмы греческих женщин подчинялись тем же эстетическим требованиям, что и мужские. Однако этические соображения того времени требовали, чтобы женский костюм был более длинным, более закрытым.
Нижней одеждой, как и у мужчин, служил полотняный или шерстяной хитон. Известны были два вида хитонов — дорийский и ионийский. Дорийский хитон делался из куска ткани прямоугольной формы, длиной 2 и шириной 1,8 метра. Его складывали пополам в долевом направлении и отгибали верхний край на 50-70 сантиметров. Получившийся отворот — диплодион — напоминал короткую кофточку без рукавов. На плечах хитон застёгивали фибулами, на груди драпировали. Долевые края часто оставляли несшитыми, и они ниспадали сбоку красивыми складками. При ходьбе несшитая сторона хитона распахивалась, позволяя видеть обнажённый правый бок и ногу.
Иногда хитон имел над талией напуск — колпос. Он получался следующим образом: хитон, более длинный, чем обычно, опоясывали на талии, а затем часть хитона подтягивали поясом и спускали над ним. Часто у хитона были одновременно и колпос, и диплойдий.
- диплойдий (лат. diploidium) — верхний свободно падающий вниз отворот дорийского пеплоса. Вместе с боковыми отворотами несшитой стороны пеплоса образовывал главные драпировки классического женского костюма древней Греции. Средняя длина диплойдия в VI—II веках до нашей эры была примерно 45-55 сантиметров[1].

В дорийский хитон одевались главным образом спартанские женщины (из-за приверженности к полностью раскрытым на боках хитонам спартанок даже называли «файномерис» — «показывающими бёдра»). Афинянки же отдавали предпочтение более широкому и длинному ионийскому хитону, состоявшему из двух кусков ткани, шириной до запястья горизонтально вытянутых рук. Их соединяли застёжками от плеч до локтей, собирая ткань в мелкие симметричные складки, по бокам сшивали и подпоясывали (носить хитоны без пояса позволялось лишь танцовщицам).
Хитоны часто украшались вышитым или расписным орнаментом. Орнамент располагали в виде каймы по нижнему краю хитона и диплойдия, а иногда покрывали им всю ткань. От яркого солнца, в плохую погоду, в знак печали или чтобы остаться незамеченной гречанка могла покрыть голову диплойдием.
Верхней женской одеждой был пеплос. По форме и способу драпировки он походил на хитон, но был длиннее и гораздо шире — для его изготовления брали отрез ткани до 3-4 метров длиной. Известны два варианта пеплоса — открытый и «закрытый». Закрытый пеплос состоял из хитона без рукавов с колпасом и диплойдием, причем диплойдий был настолько длинным, что явно предназначался для головного покрывала.
Пеплос предназначался главным образом для торжественных случаев. В обыденной жизни женщины, выходя на улицу, заворачивались в прямоугольный плащ, который напоминал мужской гиматий, но был меньше по размеру и наряднее отделан. Носили также хлайну — небольшой плащ из тонкой ткани, собранный в пышные складки. Его отгибали на 1/3, пропускали под левой рукой и завязывали или застёгивали на правом плече. Если было очень холодно, на плечи набрасывали сложенный вдвое шерстяной платок — диплакс.

## Аксессуары

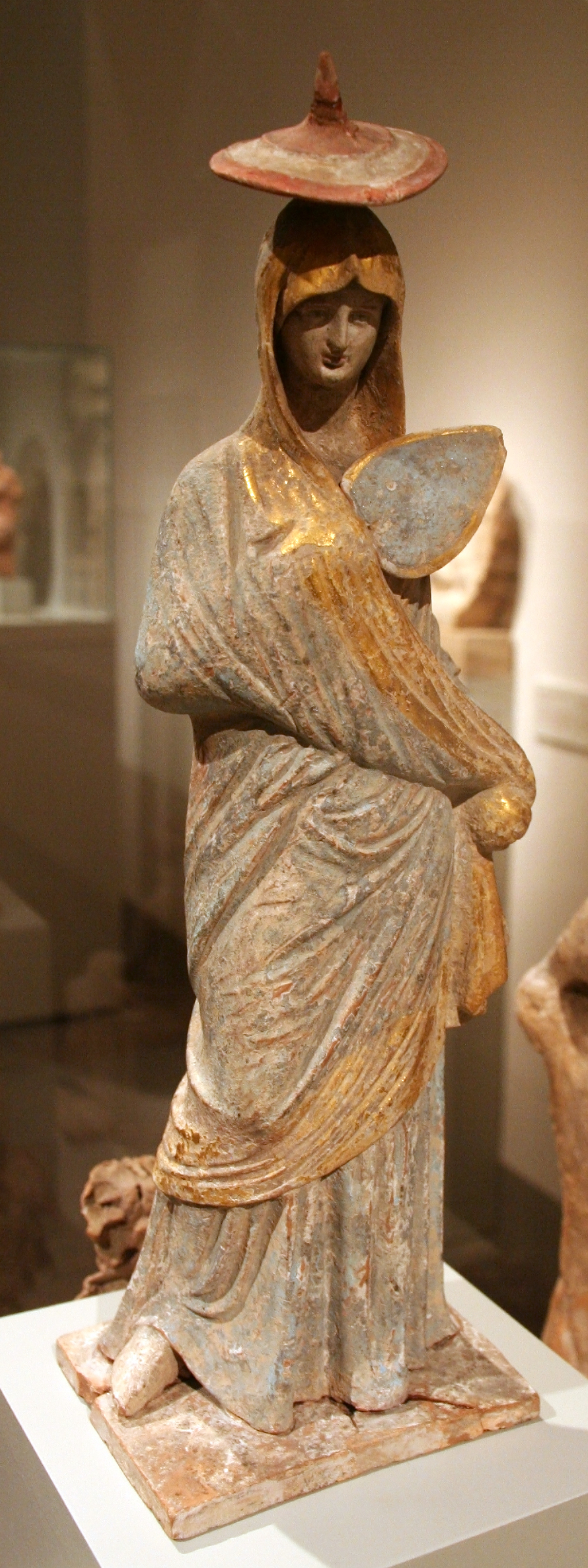
Танагрская статуэтка, изображающая женщину со шляпкой-зонтиком на голове и веером

Уже в древности грекам были известны перчатки — о них упоминается в «Одиссее» (VIII в.до н.э.). Они делались из кожи или грубой ткани и служили для защиты рук при тяжёлых и грязных работах (в свинарнике, на винограднике и пр.). Имеются сведения о том, что перчатки надевали и во время еды, поскольку вилок ещё не было, и твёрдую пищу ели руками.
В жаркие дни женщины обмахивались листовидными опахалами на деревянных или костяных ручках. С IV в.до н.э., после походов Александра Македонского, когда в Грецию впервые были завезены павлины, вошли в моду и очень ценились веера из их перьев.
С этого же времени вошли в употребление зонты. Существовали специальные устройства для раскрывания зонта и поддержания его раскрытым, но употреблялись и простые жёсткие зонты с деревянной палкой вместо ручки. Рукоятку часто делали удлинённой и изогнутой, чтобы идущая сзади рабыня могла нести зонт, защищая свою госпожу от палящего солнца. Зонты считались вещью чисто женского обихода; если юноша, следуя моде, выходил с зонтом, это воспринималось как неприличная изнеженность.
Женщины для защиты от солнца часто использовали шляпки из соломы.
- фолия (лат. pholia) — женский жёсткий головной убор наподобие шляпы с полями. В древней Греции женщины носили его для защиты от солнца, и надевали поверх окутывающего фигуру гиматия. Тулья фолии была остроконечной формы и крепилась на голове с помощью жёсткого каркаса[3].

## Обувь

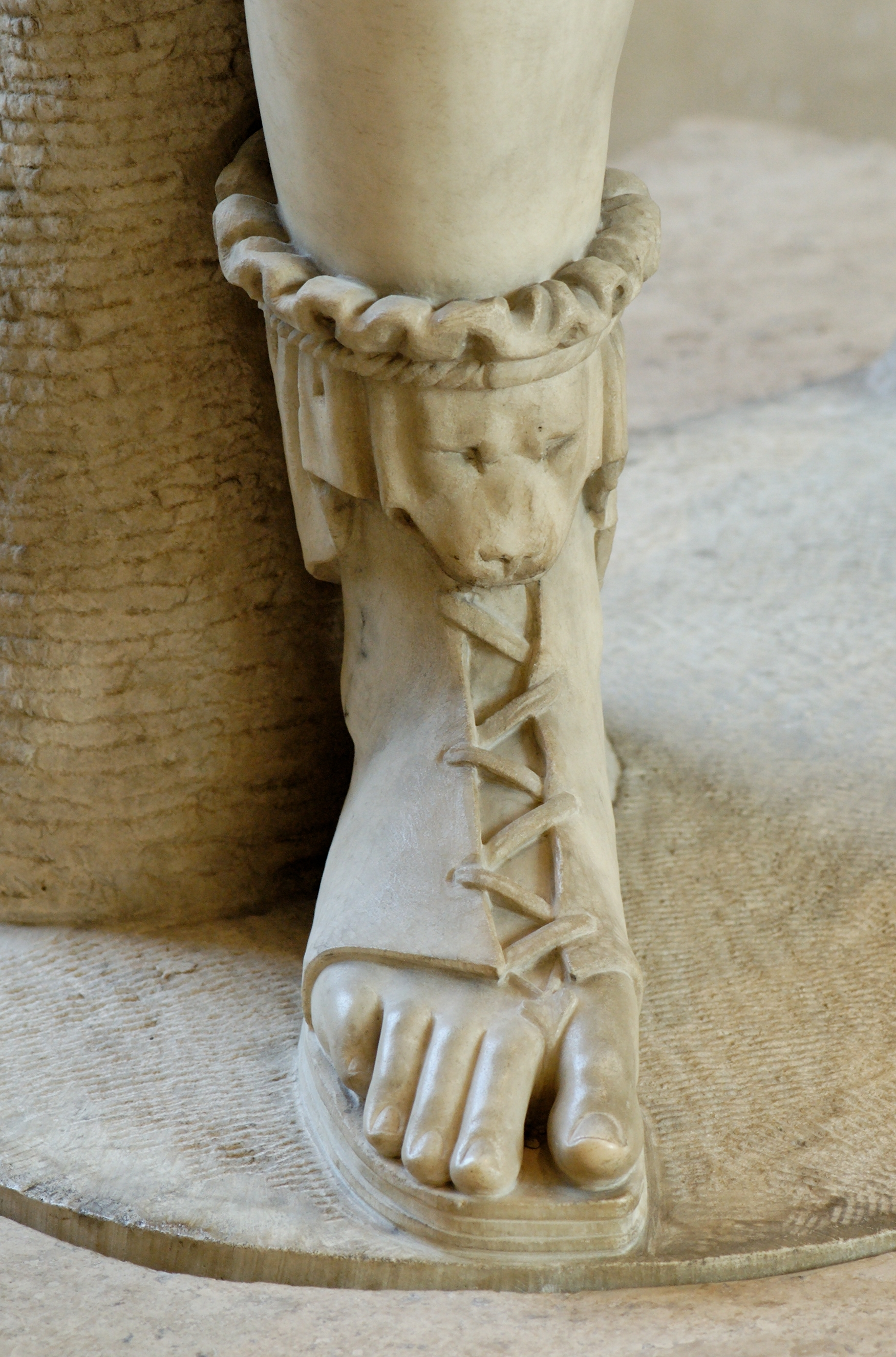
Эндромид на ноге статуи Артемиды Роспильози (Лувр)

Дома греки ходили босиком и надевали обувь только перед выходом на улицу. Чаще всего носили иподиматы — сандалии, состоявшие из подошвы (кожаной или деревянной) и нескольких ремней, которыми подошва привязывалась к ноге. Если к подошве пришивали небольшие бортики, получался другой вид обуви — крепиды. Они тоже держались на ноге при помощи ремней, которые продевались в отверстия, проделанные в бортиках, и крест-накрест охватывали ступню до щиколотки. Актёры на сцене обували котурны — сандалии на очень высокой подошве, которые зрительно увеличивали их рост и делали поступь более величавой, как то и подобало персонажам трагедий.
Кроме сандалий, греки носили мягкие кожаные полусапоги (персикаи), а также высокие кожаные или войлочные сапоги — эндромиды, закрывавшие ногу сзади, а спереди стянутые сложной шнуровкой. Пальцы ног при этом оставались открытыми.
Женская обувь в принципе мало отличалась от мужской, но была более нарядной. Её окрашивали в яркие цвета (жёлтый, красный и т. п.), иногда даже серебрили или покрывали позолотой. Общее число разновидностей женской обуви, по подсчётам исследователей, изучавших древнегреческую скульптуру, доходило до 94-х.

## Головные уборы

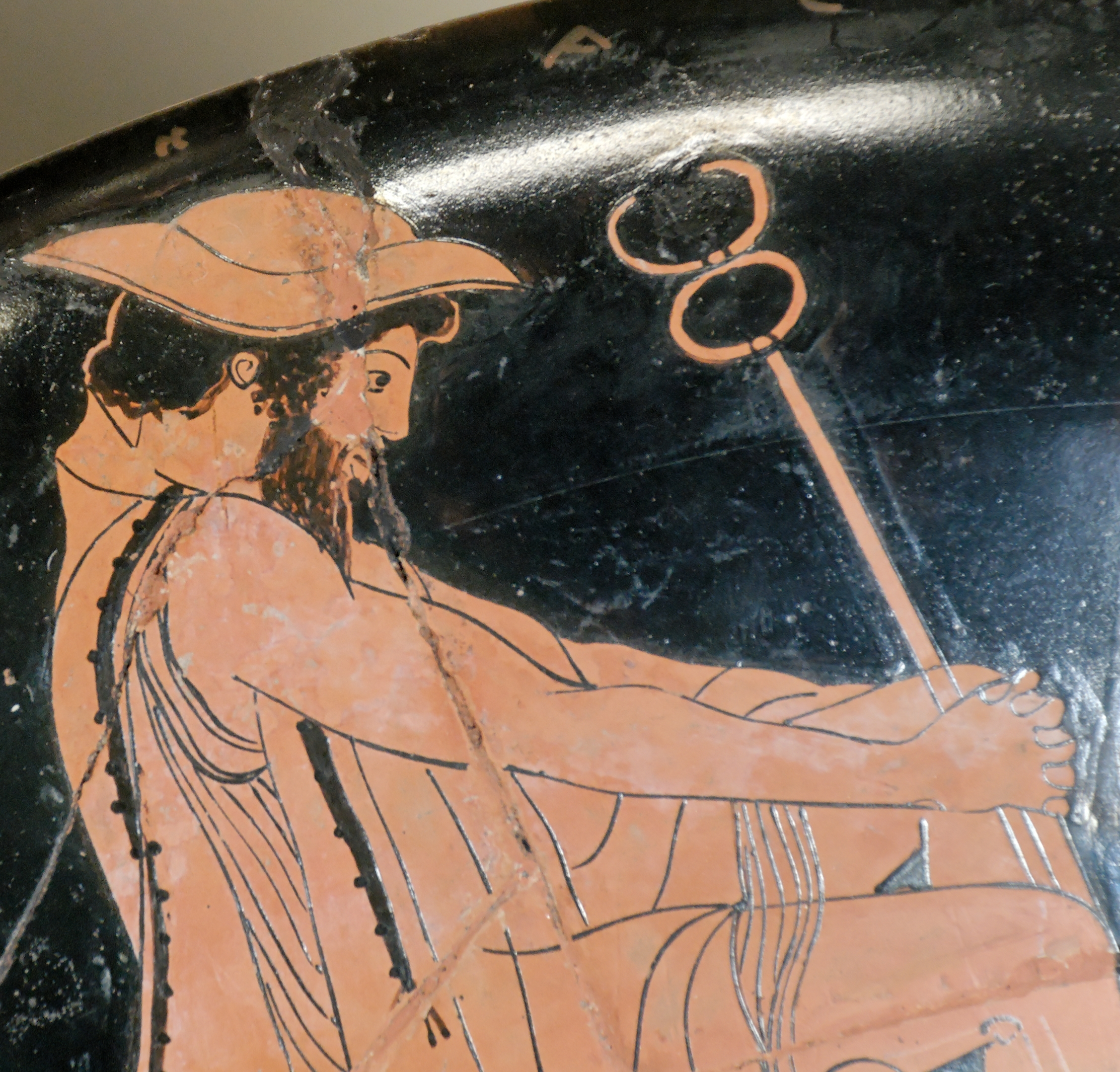
Гермес

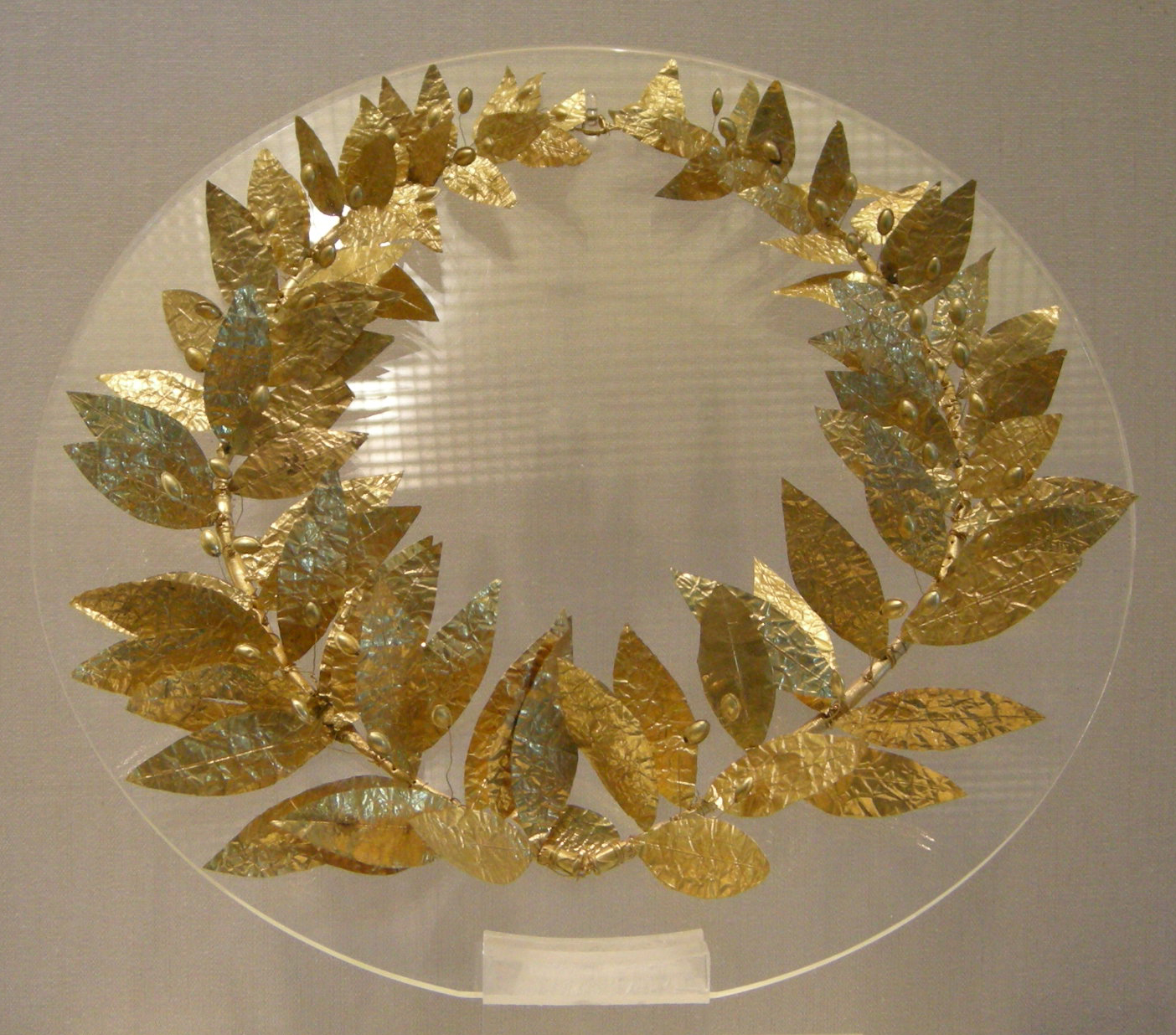
Золотой венок

Головными уборами греки пользовались редко. Только для работы (в поле, на винограднике) или в дорогу они надевали петас — низкую шляпу с широкими круглыми или четырёхугольными полями, которая удерживалась на голове при помощи ремешка, завязанного под подбородком. Особенно охотно носили петас торговцы, которым приходилось подолгу находиться в разъездах. Поэтому и бога Гермеса, покровителя торговли, было принято изображать именно в такой шляпе.
Войлочные колпаки — пилосы и круглые кожаные шапки — кюне были в обиходе у ремесленников и моряков. Рабы головных уборов не носили никогда.
Особое место среди головных уборов занимали венки. Они обозначали сан, заслуги, свидетельствовали о положении в обществе, являлись знаком уважения и признания со стороны сограждан. Так, победителей Олимпийских игр награждали венками из ветвей священной оливы, перевязанными белой шерстяной лентой, а тех, кто одержал победу в Истмийских играх, посвящённых Посейдону — венками из сосновых веток или из свежего сельдерея. Выдающихся ораторов, поэтов, драматургов и актёров увенчивали ветками лавра — дерева, посвящённого Аполлону, покровителю всяческих искусств (отсюда слово «лауреат»). Миртовый венок надевали те, кто выступал в Народном собрании, в знак того, что они выполняют свой гражданский долг и их личность неприкосновенна. Венок из золотых дубовых или лавровых листьев служил символом царской власти (такой венок был найден в гробнице царя Филиппа II, отца Александра Македонского). Венки были также обязательным головным убором на пирах и во время праздников. Для таких случаев плели венки из душистых трав и цветов, причём особенно любили розы и фиалки. Для пиршественных венков часто использовали плющ, так как верили, что он предохраняет от опьянения.
Греческие женщины нуждались в головных уборах ещё меньше, чем мужчины, так как обычай предписывал им как можно реже покидать дом. Если всё же им приходилось появляться на людях, то они прикрывали голову краем плаща, платком или лёгким шарфом — калиптрой. В жаркие летние дни, чтобы уберечь лицо от загара, поверх головного покрывала укрепляли ярко раскрашенную круглую плоскую соломенную шляпку — фолию. Отправляясь в путь, женщины, как и мужчины, надевали петас.

## Причёски

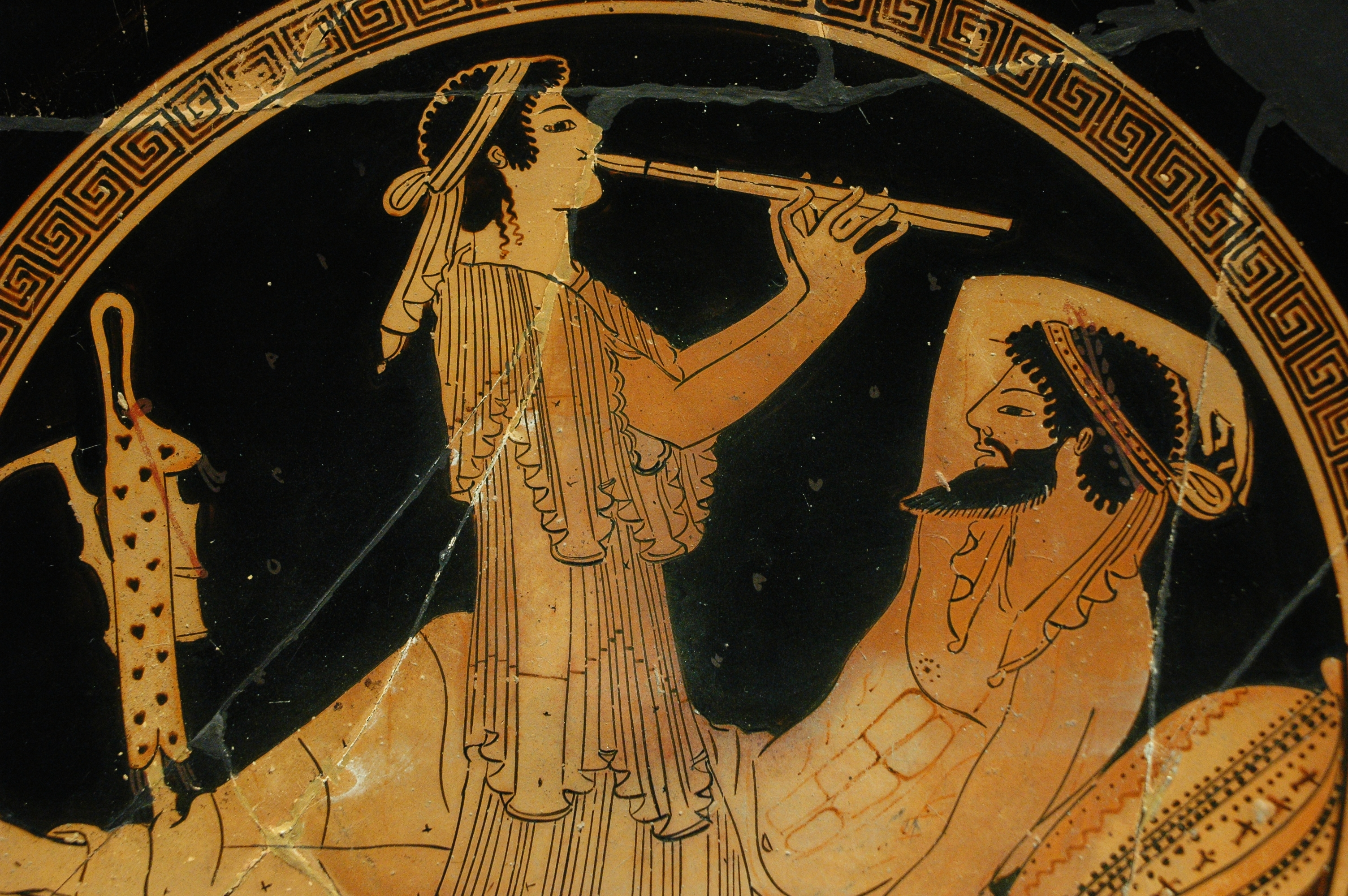
Вазопись, 5 в. до н. э.

Если головные уборы древних греков были просты и непритязательны, то причёски, напротив, отличались изысканностью. Парикмахерское искусство в то время достигло уже высокого уровня развития. Причёсывание, окрашивание волос, завивка производились специально обученными рабами — каламистрами, каждый из которых выполнял только одну определённую операцию.
Формы и линии причёсок всегда гармонировали с одеждой, создавая ощущение законченности и цельности внешнего облика.
В I в.до н. э. в моду вошли парики. Чтобы удовлетворить растущий спрос, на острове Лесбос были организованы специальные мастерские по изготовлению париков из натуральных женских волос. Тонко и тщательно выполненные изделия местных мастеров, несмотря на свою дороговизну, быстро завоевали рынки не только Древней Греции, но и многих других стран. У состоятельных людей было принято иметь по нескольку париков разного фасона и цвета, для разных случаев.

### Мужские причёски

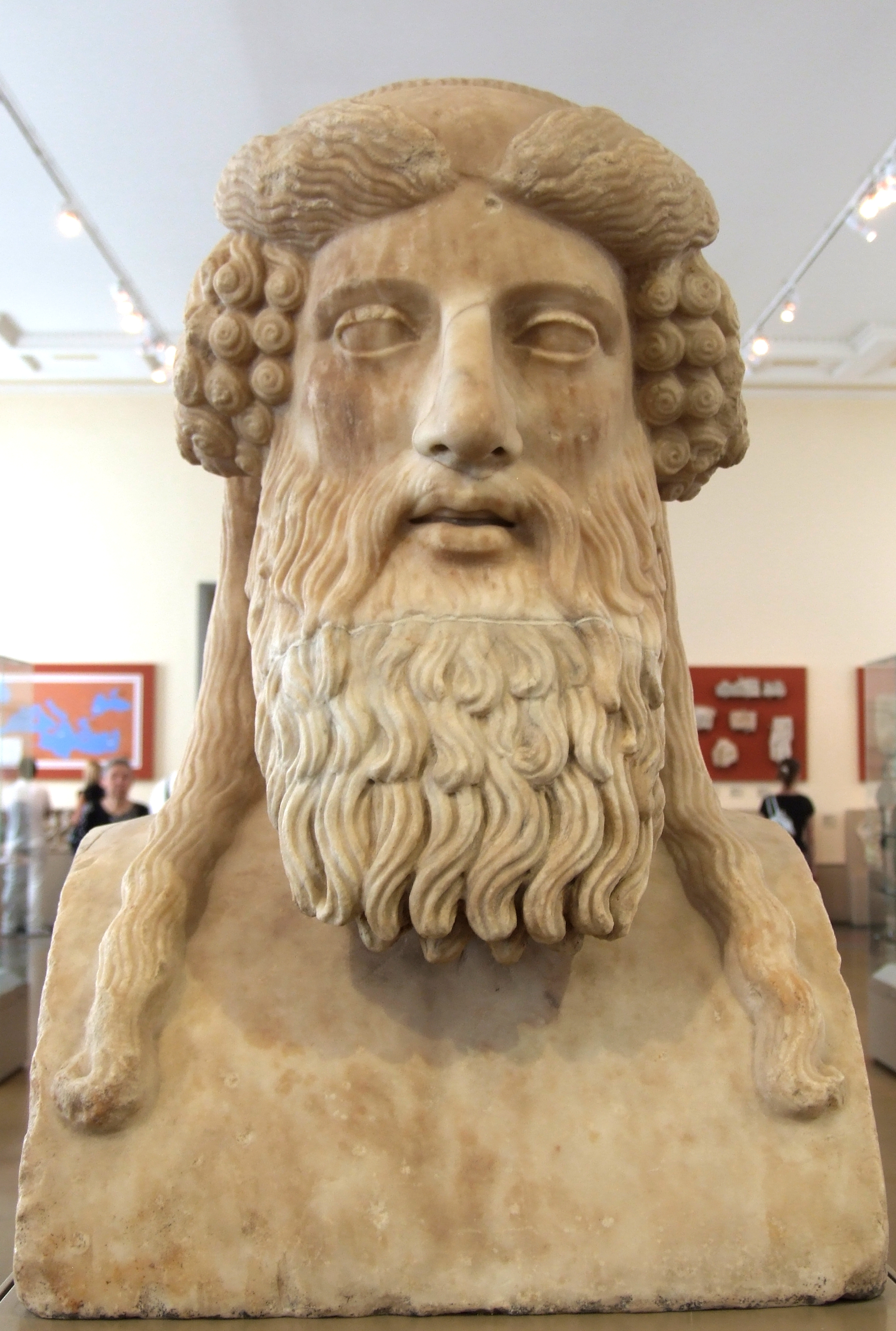
Герма, 5 в. до н. э.

Согласно Фукидиду, писавшему в 420-х годах до н. э., афиняне из числа богатых «только недавно перестали носить льняные хитоны и укреплять себе волосы на голове в кробил с помощью золотых цикад» (I, 6, 3). Далее сообщается, что ионийцы использовали эту причёску дольше, чем афиняне.
Точное устройство упомянутой Фукидидом мужской причёски «кробил»  неизвестно. По мнению исследователей XIX века, это мог быть «высокий шиньон, собранный повязками на затылке или темени, или такая прическа, при которой волосы собирались на шее и стягивались повязкой либо металлическим обручем, или такая прическа, при которой две длинные косы заматывались в виде венка вокруг головы и завязывались на лбу в узел».
Некоторые современные исследователи определённо утверждают, что до персидских войн греческие мужчины делали причёски из длинных, тщательно завитых волос, которые спадали на плечи и спину или собирались в пучок. Очень распространена была причёска из кос, заплетённых за ушами. Косы в два ряда кольцом обвивали голову. При этом на лбу волосы укладывались в густую чёлку из мелких кольцеобразных или серповидных локонов.
В V—IV вв.до н. э. вместо длинных волос мужчины стали носить аккуратные маленькие причёски из подстриженных крупно завитых кудрей. В особо торжественных случаях молодые люди укладывали локоны надо лбом наподобие банта (такая причёска называлась «цикада», возможно, из-за сходства с крылышками этого насекомого).
Густые вьющиеся волосы (желательно золотистые) и ухоженная борода служили лучшим украшением свободнорождённого эллина. Борода символизировала мужественность: её отпускали после 20 лет, предварительно посвятив первый юношеский пушок богам.
Первым, кто продолжал брить бороду и по достижении 30-летнего возраста, был Александр Македонский. Вскоре у него нашлось множество подражателей — и добровольных, и вынужденных (в армии воины были обязаны бриться), так что в конце концов бороды вышли из моды. После эпохи Александра греки, за исключением философов, бород уже не носили.
У спартанцев в классический период сохранялся запрет на стрижку волос и бороды даже в период войны, поэтому на надгробных стелах афинян времен Пелопоннесской войны поверженного спартанца всегда можно отличить по длинным волосам и бороде.

### Женские причёски

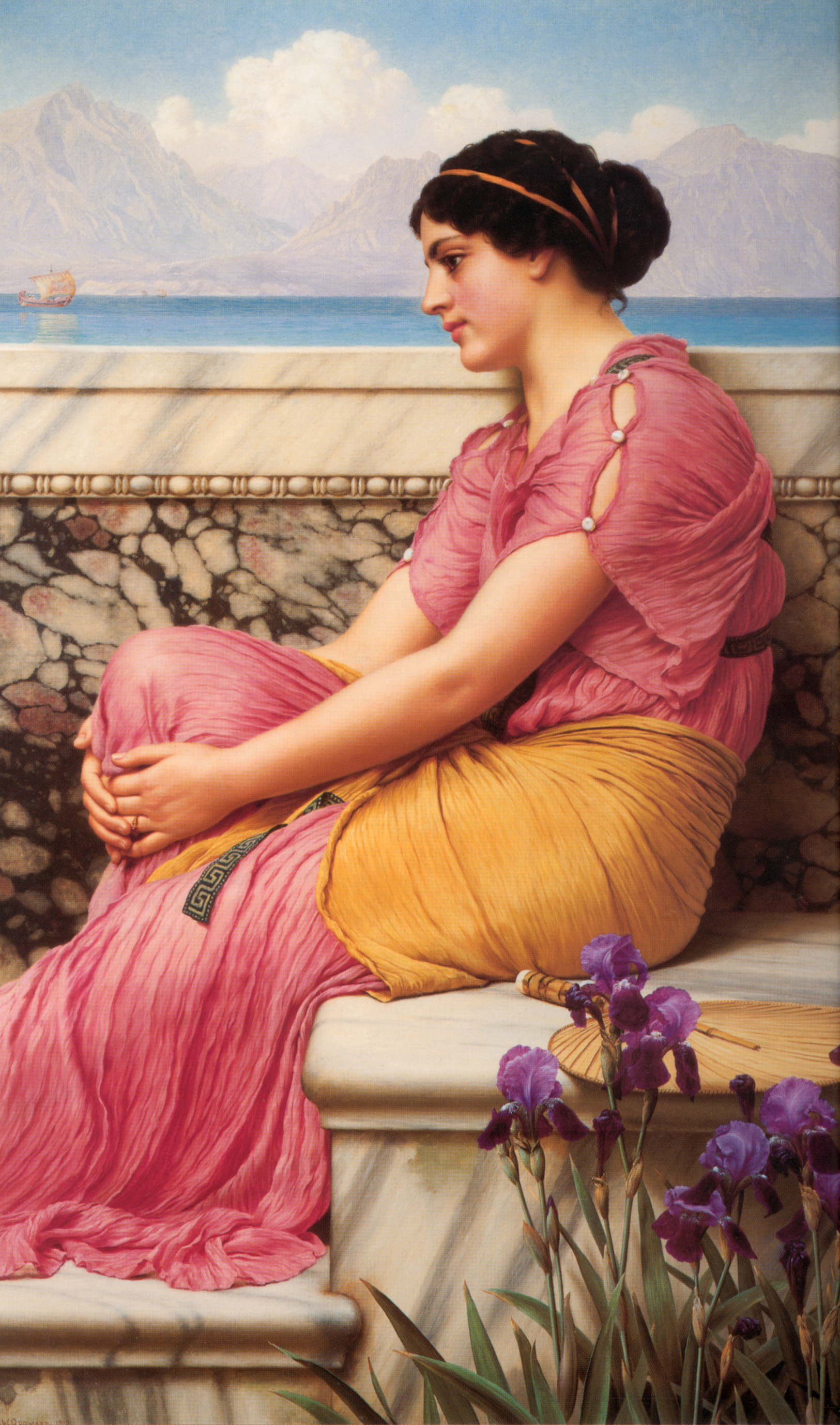
Гречанка на картине Дж. У. Годварда, 1912

Свободные женщины всегда носили длинные волосы. Самой популярной женской причёской был так называемый «греческий узел». Для этой причёски волосы расчёсывали на прямой пробор, завивали волнами и низко спускали на лоб, так как по эстетическим канонам того времени лоб должен был быть невысоким (между бровями и волосами лоб открывался лишь на ширину двух пальцев). Далее волосы спускали вдоль щёк, а сзади приподнимали и на затылке скручивали в узел, скрепляя шпильками и узкими ленточками. Если узел волос располагался не на затылке, а около шеи, такую причёску называли «коримбос». Для причёски «лампадион» волосы собирали в пучок, придавая ему форму факела.
Оригинальную причёску ввела в моду в середине V в. до н. э. знаменитая афинская красавица — гетера Аспасия: завитые волосы укладывались крупными объёмными валиками вдоль головы ото лба до затылка, наподобие ломтиков дыни, и перевязывались двумя лентами.
Завитые волосы часто убирали в сетку из золочёных нитей. Завершало причёску изящное украшение — стефана, похожая на старинный русский кокошник, или калаф, напоминающий корону, или налобная повязка — диадема.
Рабыни, в отличие от свободных женщин, должны были коротко стричь волосы. Их подрезали примерно на уровне середины шеи, на лоб спускали чёлку.

## Украшения

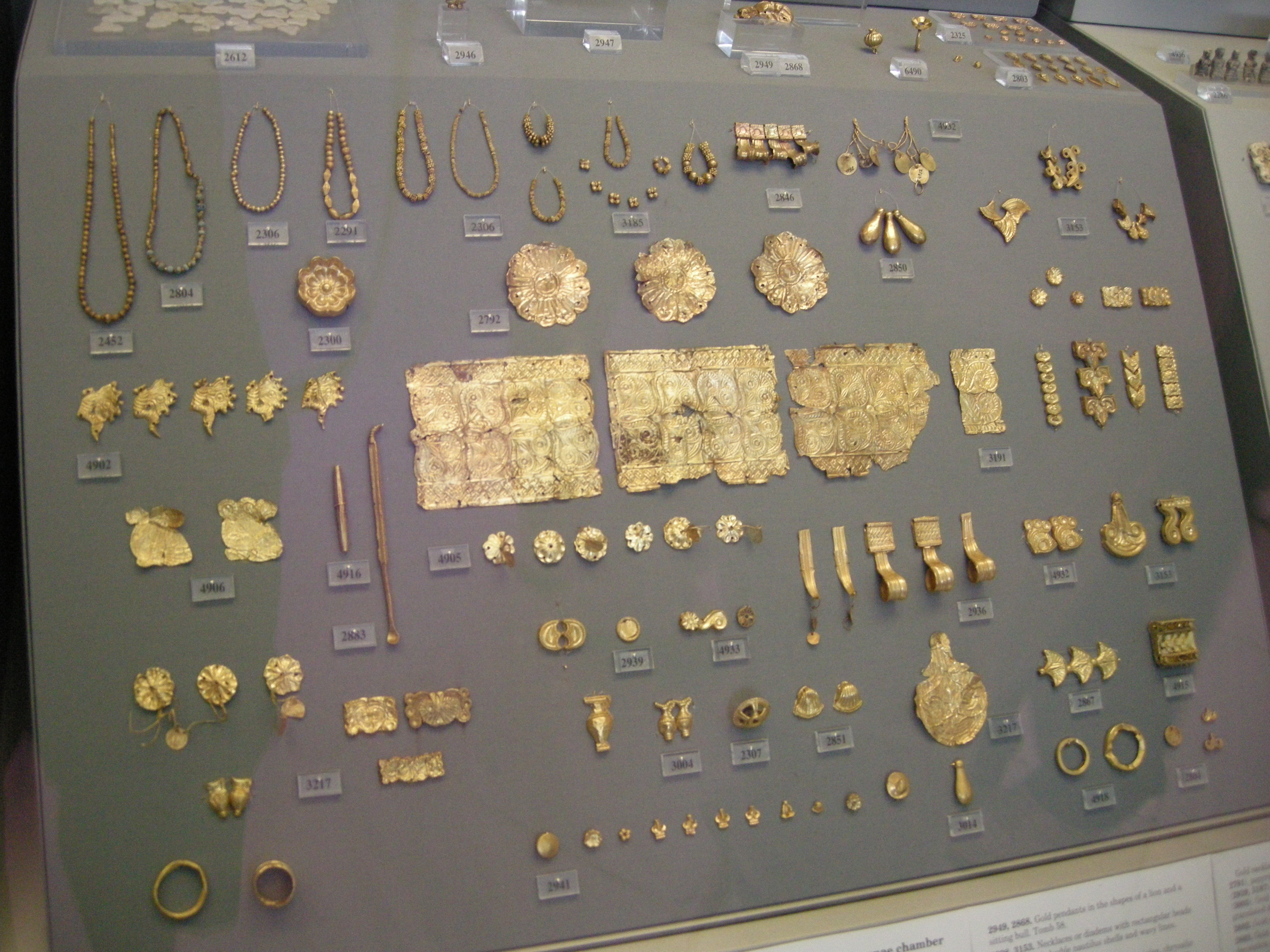
Золотые украшения в Афинском музее

Благодаря археологическим раскопкам учёным удалось получить довольно полное представление о древнегреческих ювелирных украшениях (коллекцией такого рода обладает, в частности, Государственный Эрмитаж).
Излюбленным украшением греческих женщин были ожерелья. Их составляли из бусин (золотых или выточенных из самоцветных камней) или чеканных пластинок, декорировали цветной эмалевой инкрустацией, переплетёнными цепочками, небольшими подвесками в виде бутонов, фигурок и розеток. Застёжки ожерелий обрамлялись мелкими жемчужинами. Красивые и изящные ожерелья были найдены в местах захоронения в Северной Греции, а также в некрополях античных городов Северного Причерноморья и при раскопках скифских курганов.
Популярным украшением были также серьги. Известно было не менее 17 различных типов серег, и мода на них довольно часто менялась, но самыми распространёнными обычно были серьги, состоявшие из двух элементов — диска и подвески. Поверхность диска покрывалась тонким филигранным узором, мельчайшей зернью, припаянными украшениями в виде розеток и пальметок, часто с цветной инкрустацией. Подвески были самой разнообразной формы — в виде летящих эротов, сидящих сфинксов, полумесяцев, женских головок и т. п. Зачастую подвеске придавали полулунную форму и прикрепляли к ней многочисленные переплетённые цепочки, которые, в свою очередь, заканчивались мелкими подвесками в виде бутонов цветов или вазочек.
Височные украшения, составляющие часть женского головного убора, создавались по тому же принципу, что и серьги, отличаясь от них только размерами.

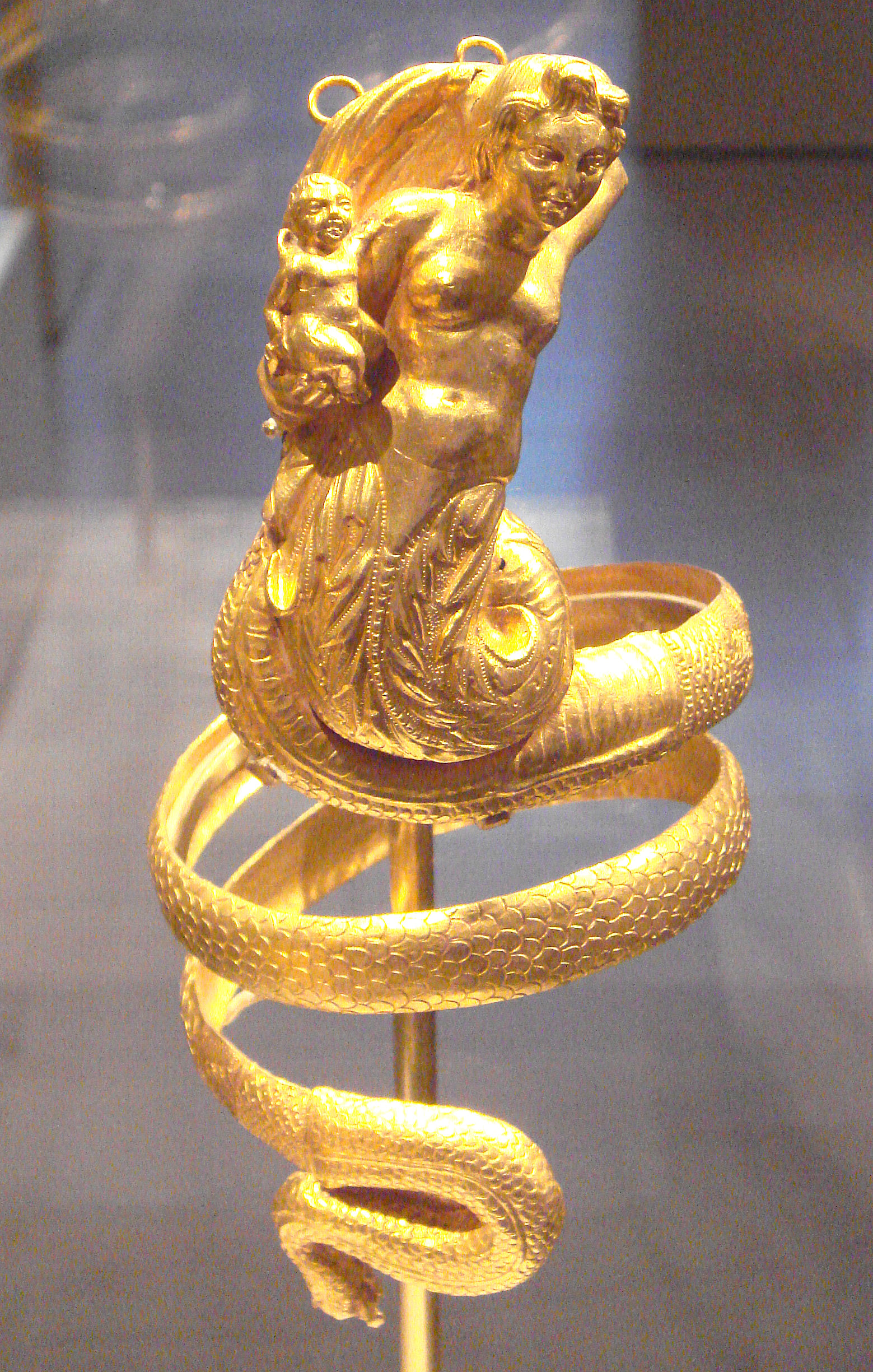
Браслет с тритоном, держащим путти, 200 г. до н. э.

В моде были витые браслеты, иногда перетянутые жемчужной нитью или сплетённые из двух проволок и заканчивающиеся скульптурными изображениями животных или сказочных существ. Браслеты носили на руках (на запястьях и выше локтя), а также на лодыжках.
Ювелирные изделия в Элладе любили не только женщины, но и мужчины (исключение составляли спартанцы, которым законы запрещали украшать себя золотом и серебром). Представители сильного пола предпочитали массивные золотые перстни-печатки и лишь в особо торжественных случаях надевали золотые венки, а парадную одежду расшивали золотом. В греческих городах Малой Азии (вероятно, под влиянием обычаев соседних народов) мужчины носили даже серьги и браслеты.
Драгоценные украшения не только подчёркивали красоту владельца, но и указывали на его социальное и материальное положение. Золото дарилось по случаю рождения ребёнка, служило свадебным или любовным подарком. Существовало поверье, что золото обладает особой магической силой и способно защитить от различных напастей. Древние греки помещали золотые украшения и в погребения, стремясь тем самым воздать последние почести умершему и отогнать от него злые силы. Помимо ювелирных изделий, которыми усопший пользовался при жизни, в захоронения обычно клали золотые венки, сосуды, нагубники, наглазники, а также погребальные
маски, закрывавшие лицо покойного.
Мужчины в классический период не носили никаких украшений, кроме колец на пальцах. У Ксенофонта шпиона-лидийца опознали по проколотым мочкам ушей (Анабасис).

## Косметика и парфюмерия

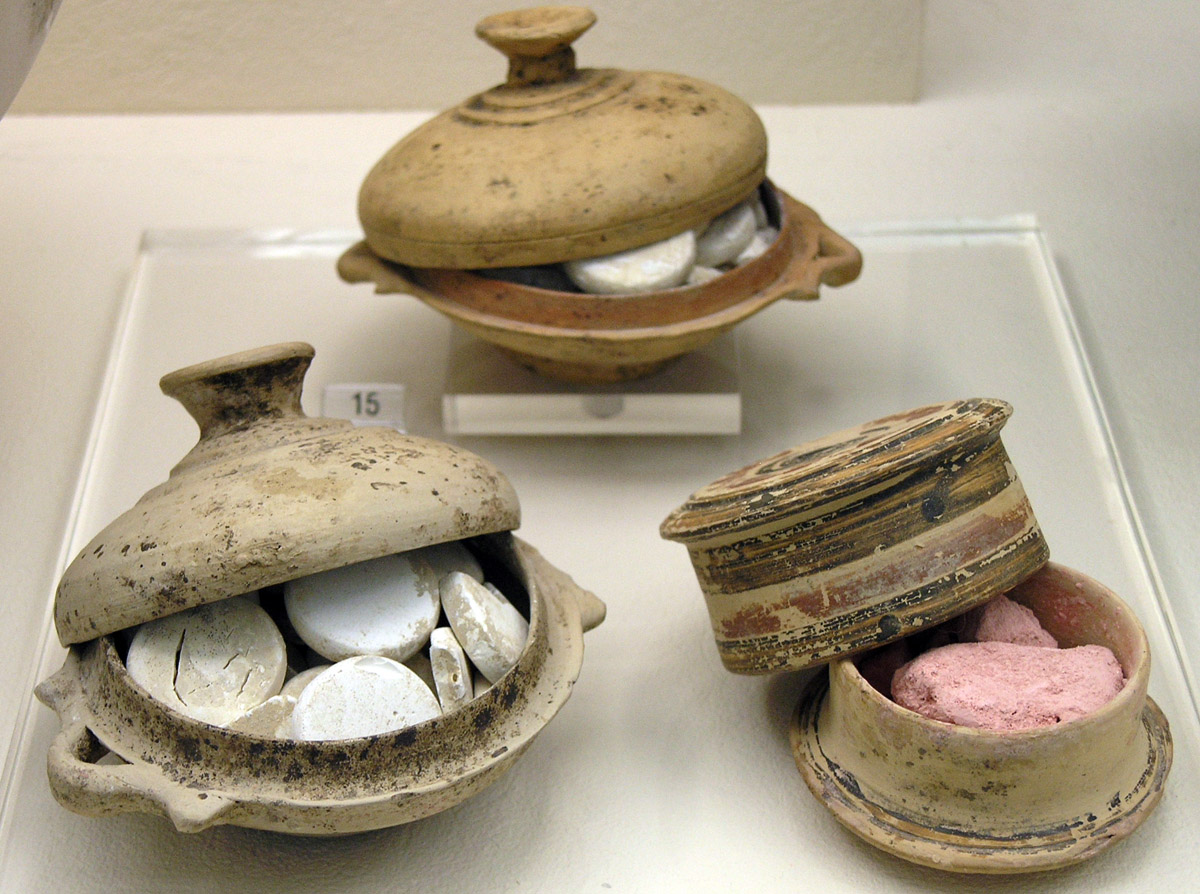
Косметика, найденная в гробнице, 5 в. до н. э.

«Косметика» в представлении древних греков была настоящей наукой, отраслью медицины и преследовала цель сохранения естественной красоты человека.
Забота о красоте начиналась, разумеется, с личной гигиены. Если в суровом быту спартанцев уход за телом ограничивался купанием в реке, то в других древнегреческих полисах купание сочетали с посещением бани (особенно после работы или гимнастических упражнений). В Афинах частные и государственные публичные бани и купальни появились в V—IV вв.до н. э. В них имелись мужские и женские отделения, где можно было принимать холодные и горячие ванны, а также посещать парные комнаты. Специальные банные служители за особую плату не только мыли клиентов, но и делали им массаж, умащали их тела ароматическими эссенциями с запахами ириса и майорана. Распространено было также купание под струящейся водой (обливание, душ).

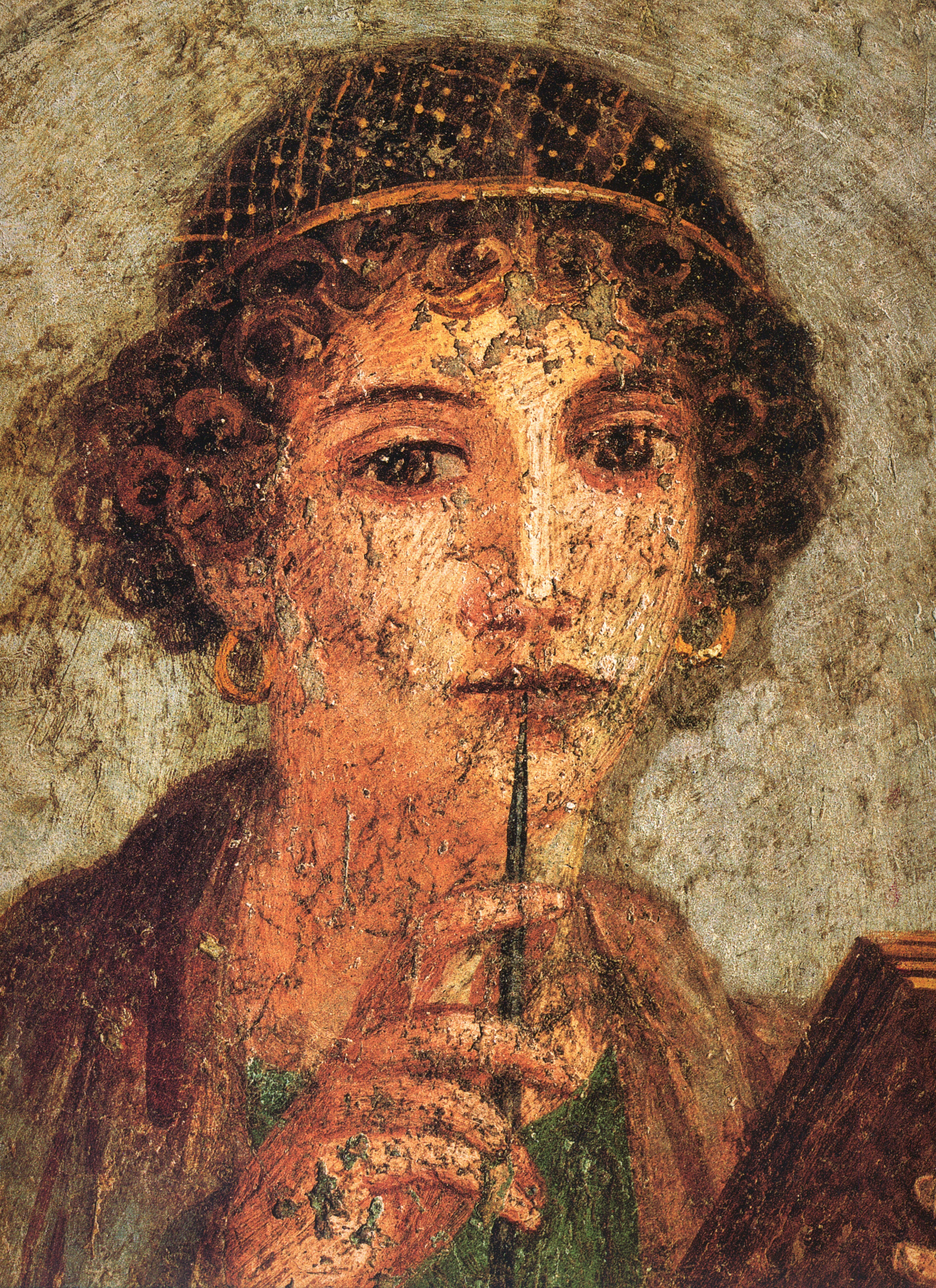
Фреска с изображением Сапфо

Во время пиров в знак гостеприимства приглашённым омывали ноги и дарили венки из цветов, притирания на основе розы, левкоевое масло. Определённым образом подобранные букеты ставили в вазы, чтобы их благоухание помогало избежать опьянения.
Производство духов в Афинах было поставлено на широкую ногу. Для их изготовления использовали как местное сырьё (розы, нарциссы, шафран, дубовый мох и др.), так и привозное — кардамон, корицу, мускатный орех, алоэ. Из Африки и Юго-Восточной Азии ввозили нард, пальморозу и имбирь, из Китая — камфору, из Индии — перец и сандаловое дерево. Начиная с IV в. до н. э., вошли в употребление ароматические вещества животного происхождения (бобровая струя, мускус, цибетин, амбра), ранее считавшиеся «нечистыми».
Как повсеместно в жарких странах, кожу натирали ароматическими маслами. Мужчины держали их в круглых сосудиках — арибаллах, а женщины — в изящных керамических флакончиках — лекифах самых разных форм и видов. Особенно много масла употребляли атлеты во время соревнований: слой душистого масла не только смягчал кожу, но и затруднял сопернику захват во время борьбы (правда, потом его приходилось счищать специальным скребком — стригилем). Смыть масло без мыла было нелегко, и оно впитывалось в ткань одежды, придавая ей слабый блеск, что считалось очень красивым (Гомер, Илиада).
От косметики древние греки отличали коммотику — искусство нанесения ярких красок на лицо (то, что в наши дни принято называть макияжем). Считалось, что коммотика дарует иллюзорную, фальшивую красоту в ущерб красоте подлинной. В Спарте употребление красок для лица и тела было запрещено законом. Афинянки, напротив, очень увлекались макияжем — покрывали лица толстым слоем цинковых или гипсовых белил, румянили щёки киноварью или растительными красками. Глаза подводили смесью масла и сажи, брови и ресницы чернили сурьмой, а для придания им блеска смазывали яичным белком и камедью. Существовали также особые средства для борьбы с морщинами, сединой и т. п.

## Нагота как часть греческой культуры

### Мужская нагота

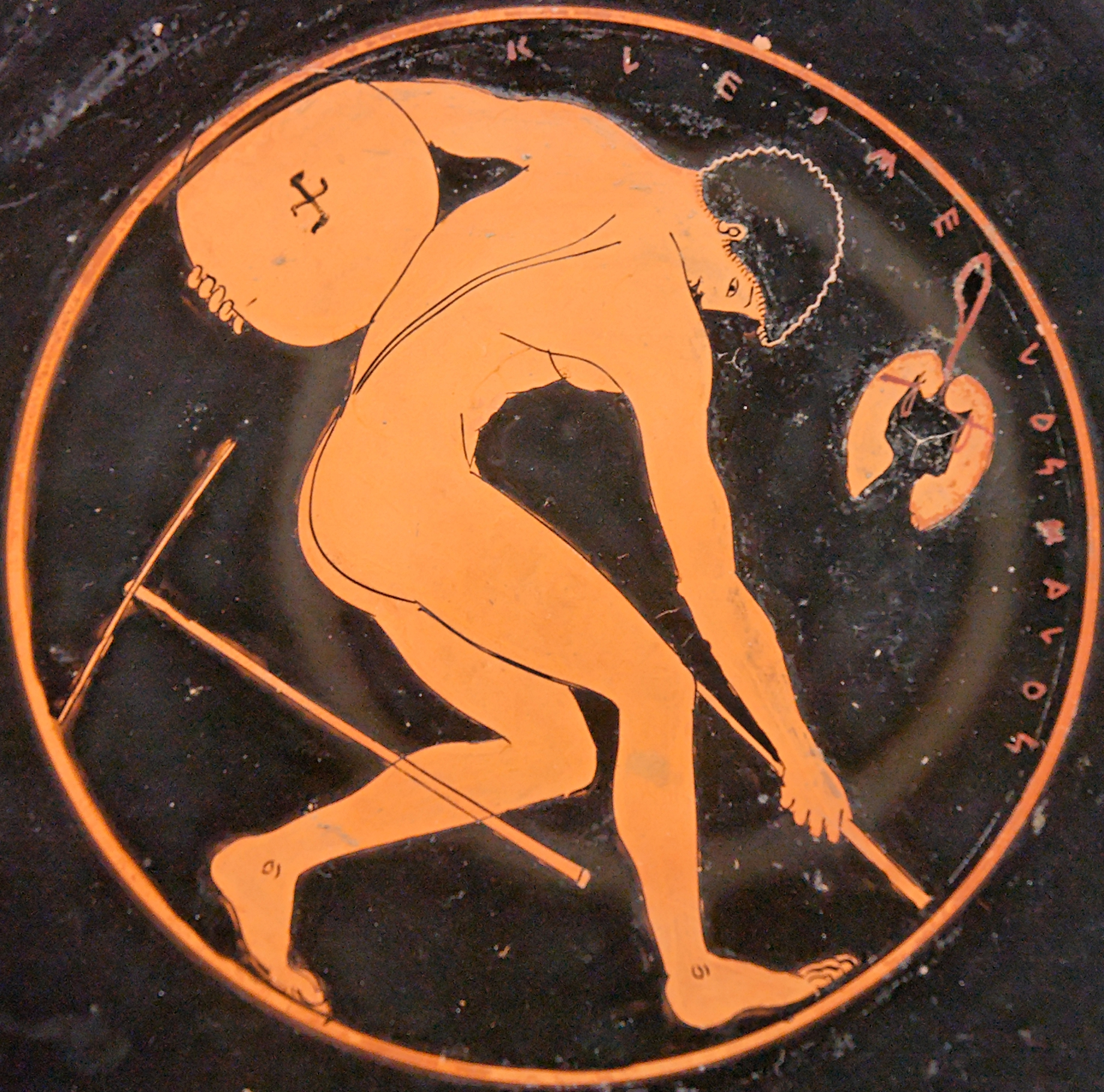
«Дискобол»

Нагота воина показывала его бесстрашие перед смертью.

### Так называемая «героическая нагота»
В иконографии древнегреческих воинов (прежде всего — в изображениях на вазах) очень часто опускается бо́льшая часть доспехов, так что воины предстают почти обнажёнными. Дж. Бордмен по этому поводу замечает: «Трудно сказать, насколько это связано с интересом греческих художников к „героической наготе“, насколько — с жаркой погодой, а насколько — со стоимостью бронзовых доспехов».